# Intellettuali cinesi in Giappone
Quello degli studenti cinesi in Giappone fu un fenomeno di una certa rilevanza per l'evoluzione culturale della Cina di inizio Novecento. In questo periodo le tradizionali relazioni tra la Cina e il Giappone erano state sconvolte dalla crisi dell'Impero cinese e dalla rapida modernizzazione del Giappone, fino a capovolgersi. Mentre la Cina, che aveva sempre vantato un ruolo di modello culturale per il Giappone, doveva confrontarsi con la pressione economica e militare delle potenze occidentali e con la propria incapacità di modernizzazione, il Giappone salì rapidamente alla pari di queste stesse potenze. Di conseguenza molti intellettuali cinesi progressisti cominciarono a guardare alla realtà giapponese con grande interesse, anche perché il Giappone rappresentava un ponte verso le conoscenze ed idee occidentali, che inizialmente risultavano difficilmente accessibili per via diretta. Nei primi anni del Novecento un numero crescente di studenti ed intellettuali cinesi si trovò quindi a vivere e studiare in Giappone.

## Storia
Nel 1842 e nel 1860, date di conclusione delle due guerre dell'oppio, la Cina subì due sconfitte umilianti per mano delle potenze straniere. Cominciò quindi a diffondersi una consapevolezza della necessità di avviare il paese verso la modernizzazione e crebbe l'interesse per la scienza e la tecnologia occidentali. Solo dopo l'ulteriore sconfitta del 1895 nella prima guerra sino-giapponese, si fece strada l'interesse verso il pensiero occidentale e di conseguenza crebbe anche quello per la realtà giapponese, che lo aveva così ben assimilato. Un picco nel numero di studenti cinesi che si recavano in Giappone, si ebbe dopo il 1905, anno della vittoria del Giappone contro la Russia, cioè della sconfitta di una potenza occidentale per mano di un paese asiatico modernizzato. Gli studenti cinesi in Giappone continuarono ad aumentare fino a raggiungere un massimo di 13.000 nel 1907. In seguito l'affluenza cominciò a calare per vari motivi, fra cui un maggiore interesse per gli stati europei stessi e gli Stati Uniti, e la politica estera più aggressiva del Giappone.

## Studenti cinesi in Giappone
I primi studenti cinesi si recarono in Giappone già negli ultimi decenni dell'Ottocento, ma fu soprattutto con le vittorie del Giappone e le sconfitte militari e politiche della Cina che l'interesse per la realtà giapponese crebbe rapidamente, raggiungendo le sue vette fra il 1904 e il 1907. Molti dei cinesi che avevano avuto un'esperienza di studio o di vita in Giappone ebbero poi un ruolo rilevante nell'abbattimento della dinastia Qing e nella costruzione della repubblica. Inoltre quasi tutti gli intellettuali significativi di quest'epoca passarono perlomeno un periodo in un paese estero, e in molti casi questo fu il Giappone.
La motivazione principale che portò a questo fenomeno fu la volontà degli studenti e intellettuali cinesi di entrare in contatto con la scienza e il pensiero occidentale, nella consapevolezza che la Cina aveva bisogno di modernizzarsi. Il fatto che inizialmente la meta prediletta fosse il Giappone è dovuto a vari fattori. Nella fase iniziale di apertura alle idee occidentali il Giappone rappresentava una realtà più facilmente accessibile, non soltanto geograficamente e culturalmente, ma anche da un punto di vista linguistico, in quanto le possibilità consultare direttamente i testi in lingua occidentale erano ancora scarse. La maggior parte delle prime traduzioni da testi stranieri furono infatti riprese da versioni giapponesi dei medesimi.
Anche i governi dei rispettivi paesi, favorirono il passaggio degli studenti cinesi in Giappone, perché se ne aspettavano determinati vantaggi. Nella classe dominante cinese perfino molti conservatori e tradizionalisti finirono col rendersi conto che il paese necessitava urgentemente di riforme e modernizzazioni e di un avvicinamento al modello occidentale, per non soccombere nel confronto con gli stranieri. In quest'ottica il Giappone rappresentava un modello accessibile e soprattutto accettabile anche da un punto di vista conservatore, in quanto era l'esempio di una modernizzazione efficace, ottenuta però senza la rinuncia alla cultura e morale confuciana. La formazione di esperti ed insegnanti in Giappone avrebbe permesso di portare nel paese le conoscenze necessarie su una via rapida. Da parte giapponese, infine, si assiste in questo periodo alla diffusione di un ideale panasiatico, che si auspicava il Giappone alla guida di un'Asia unita e forte. Questo progetto non sarebbe stato realizzabile con una Cina debole, divisa e incapace di resistere alle pressioni delle potenze occidentali, da qui la necessità di sostenere la modernizzazione cinese.
Le speranze di entrambi i governi sarebbero state deluse dagli sviluppi effettivi che si ebbero nell'ambiente degli studenti cinesi in Giappone, che proprio durante la loro esperienza di studio entrarono in contatto con idee molto più radicali e movimenti rivoluzionari fortemente organizzati, finendo in molti casi per sviluppare un atteggiamento nettamente antimancese, anti-imperiale e sostanzialmente anche antigiapponese.

## Tentativi di riforma in epoca Qing

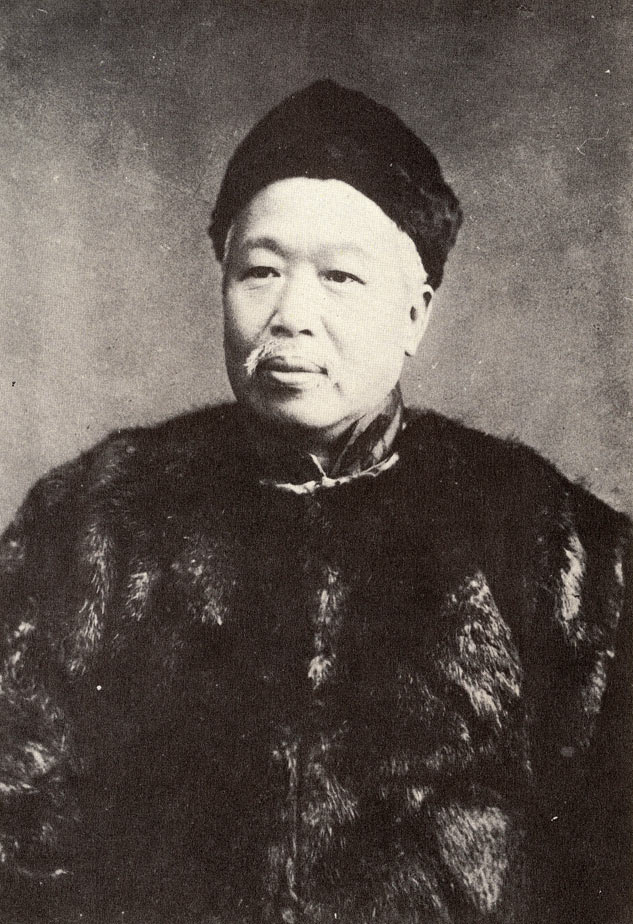
Kang Youwei

Già negli ultimi decenni dell'Ottocento in Cina aveva iniziato a diffondersi un interesse per la realtà occidentale, ma questo riguardò quasi esclusivamente gli aspetti scientifici, in quanto la superiorità tecnica delle potenze straniere risultava evidente. Solo in seguito alla sconfitta cinese e al trattato di Shimonoseki, cominciarono a diffondersi anche delle aperture verso il pensiero occidentale in senso lato e questo clima sfociò nei "cento giorni del 1898", un tentativo di riforma messo in atto da Kang Youwei e il suo discepolo Liang Qichao. Queste riforme si riassumono sostanzialmente in una ristrutturazione dell'amministrazione e dell'economia cinese sul modello del Giappone e da un punto di vista teorico si fondavano su una reinterpretazione dei classici confuciani in chiave progressista. Il tentativo di riforma fu stroncato dall'imperatrice Cixi. Pochi anni dopo, nel 1901, si ebbe il secondo tentativo di riforma sotto i Qing, che in sostanza ripropose le stesse soluzioni che erano state elaborate da Kang Youwei.
Kang Youwei e Liang Qichao dopo il breve esperimento del 1898 furono costretti all'esilio e passarono molti anni in Giappone. Liang Qichao vi rimase fino al 1912 e pubblicò in questo periodo numerosi periodici riformisti, che si diffusero e vennero letti anche in Cina. La sua posizione fu quella di un nazionalismo moderato, che auspicava una monarchia costituzionale su modello occidentale, ma senza il venir meno della tradizione cinese. Nei suoi testi, oltre a propagandare l'introduzione del pensiero occidentale in Cina tramite la mediazione del Giappone, espose idee importanti per l'evoluzione dell'ambiente letterario cinese. Liang Qichao, su ispirazione della letteratura Meiji, riteneva che la letteratura e il teatro dovessero avere un valore politico e difese questa convinzione con una tale veemenza, che contribuì notevolmente alla fioritura del romanzo nell'ultimo decennio della dinastia e in particolare a una breve moda del romanzo realista. Pare che anche molti dei numerosissimi neologismi di derivazione giapponese, con cui in questo periodo si cercava di introdurre concetti e termini occidentali nella cultura cinese, siano stati coniati da Liang nei suoi testi. Circa metà dei neologismi moderni della lingua cinese sono infatti combinazioni di caratteri originariamente inventate dai giapponesi e riprese in forma identica dal cinese.

## Scrittori e intellettuali cinesi in Giappone
Molti degli scrittori e intellettuali che avrebbero svolto un ruolo rilevante nelle correnti moderne della letteratura cinese dopo la rivoluzione letteraria del 1917, avevano passato un periodo in Giappone e quasi tutti erano stati in un paese estero. L'esempio più autorevole, assieme a Liang Qichao, è Lu Xun, che si recò in Giappone nel 1902 a causa del suo interesse per le idee e il pensiero occidentale e vi rimase fino al 1909, studiando medicina all'università medica di Sendai. In seguito affermò di aver abbandonato gli studi medici ed essersi dedicato alla scrittura, come conseguenza di un episodio che lo convinse dell'inutilità del progresso tecnico e scientifico in Cina, fintanto che la popolazione fosse rimasta nel suo stato di prostrazione morale, e del fatto che per porre rimedio a questa condizione era piuttosto necessario ricorrere alla letteratura.  Lu Xun racconta infatti nella prefazione a un suo testo, che durante i suoi studi in Giappone gli capitò di vedere un filmato in cui una spia cinese, che aveva lavorato per i russi, veniva giustiziata da un soldato giapponese. Intorno alla spia si era formato un crocchio di curiosi, cinesi anch'essi. Lu Xun afferma che «[…] la scienza medica non era poi una cosa così importante. Gente di un paese debole ed ignorante, anche se fisicamente forte e valida, servirà solo a servire da esempio o da spettatrice di tali spettacoli […]». L'esperienza di Lu Xun è quindi emblematica del modo in cui si diffuse fra gli intellettuali la consapevolezza di un'arretratezza non solo tecnica della Cina, ma anche degli effetti che l'esperienza estera ebbe sulle convinzioni di molti studenti, che si ritrovarono a sviluppare idee più critiche sia nei confronti della realtà cinese che del ruolo ricoperto in ciò dal Giappone. 

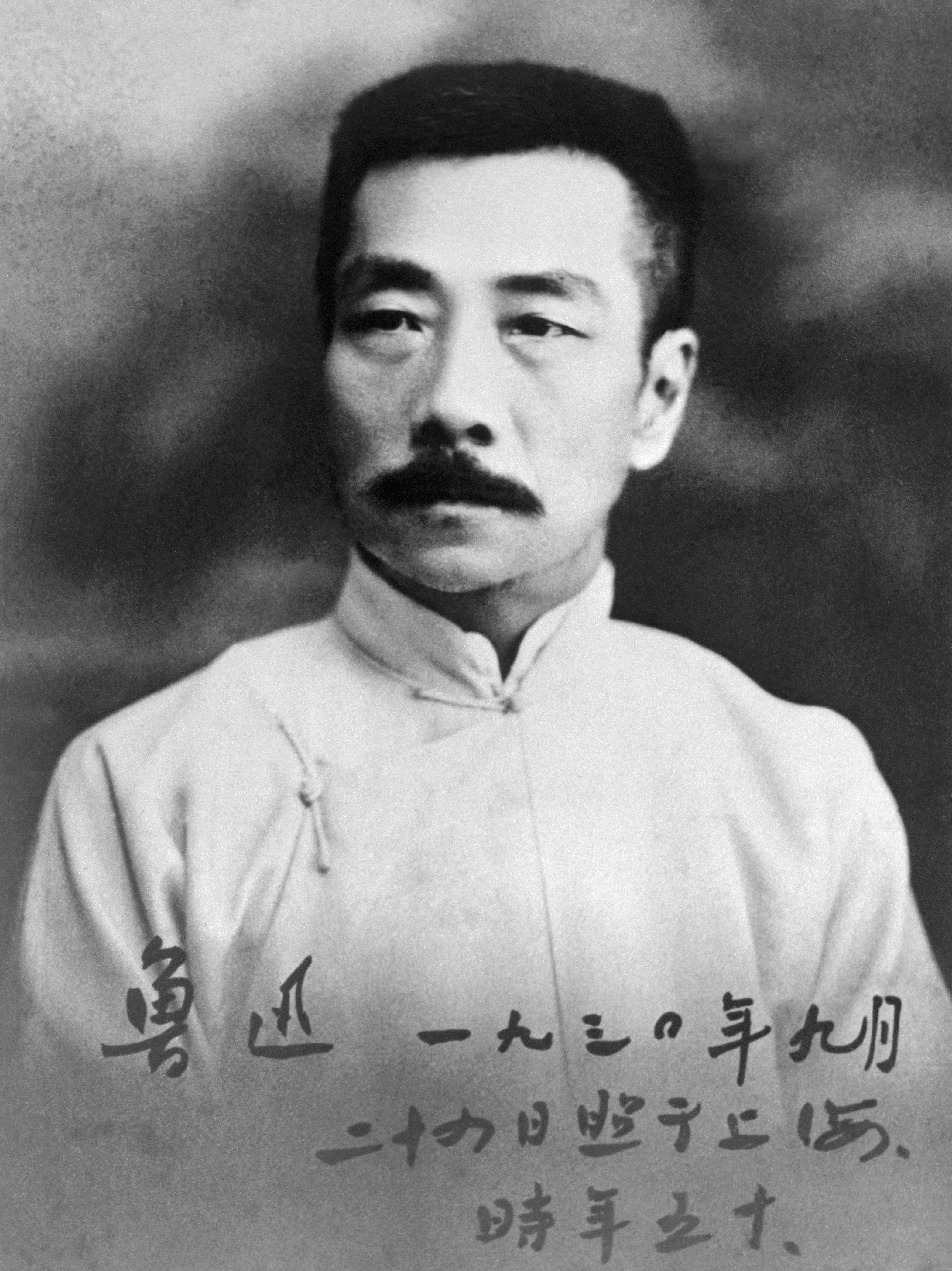
Lu Xun

Ritornato in Cina, Lu Xun entrò in contatto con Chen Duxiu e pubblicò sulla rivista Xin qingnian (Gioventù nuova) il suo primo racconto in baihua, la lingua piana usata nel parlato. Chen Duxiu aveva anch'egli passato un periodo di studio in Giappone e al suo ritorno aveva fondato questa rivista, nella quale cercava di promulgare ideali occidentali come la democrazia, l'individualismo e la parità dei sessi, oltre a propugnare una letteratura impegnata, completamente scritta in lingua piana, indipendentemente dai generi e contenuti. La pubblicazione nel 1917 di un saggio intitolato Sulla rivoluzione letteraria dette vita a un movimento letterario omonimo che può essere fatto coincidere con la nascita della letteratura cinese moderna. In seguito Chen Duxiu partecipò alla fondazione del Partito Comunista Cinese, del quale fu il primo segretario generale, prima di esserne espulso nel 1930.
Il racconto che Lu Xun pubblicò su Xin qingnian si intitolava Diario di un pazzo e fu il primo a incarnare tutti i principi della Rivoluzione letteraria. Era esplicitamente ispirato a Gogol', ma esprimeva una critica sociale più aspra. Qualche anno dopo scrisse La vera storia di Ah Q, in cui faceva una satira ugualmente accesa della prostrazione e inerzia del popolo cinese e del suo rifiuto di guardare in faccia la reale situazione del paese.
Nell'ambito della Rivoluzione letteraria nacquero anche numerose società letterarie, che avevano programmi molto differenti fra loro, ma si orientavano tutte sul modello delle letterature occidentali. La Società Creazione, la più importante assieme alla Società di Ricerche Letterarie, fu fondata originariamente in Giappone nel 1921 da alcuni studenti cinesi che poi la riportarono in Cina. Il programma della Società Creazione esaltava l'espressione dei sentimenti individuali e il valore dell'arte pura, ispirandosi ai modelli del romanticismo occidentale. In seguito abbandonò in parte questa corrente e si avvicinò al marxismo. I suoi esponenti più importanti furono Yu Dafu e Guō Mòruò. Il primo si distinse nella scrittura di romanzi di impianto autobiografico ed individuale, fra cui risalta Chenlun (Naufragio), un'opera in cui descrive le difficoltà e la solitudine di uno studente cinese in Giappone. Guo Moruo fu importante soprattutto per gli sviluppi della poesia cinese, in cui introdusse ispirazioni di derivazione inglese e tedesca.

## Le idee nazionaliste e rivoluzionarie
A inizio Novecento Tokyo era il centro principale del movimento nazionalista cinese e la maggior parte degli studenti provenienti dalla Cina vi ebbe il primo contatto significativo ed inevitabile con le idee rivoluzionarie e antimancesi. Si trattava di un movimento molto attivo, che comprendeva varie organizzazioni, ognuna delle quali pubblicava i propri periodici e li diffondeva sia in Giappone che in Cina. Ufficialmente il governo giapponese condannava queste attività, ma in realtà, perlomeno nella fase iniziale, intervenne solo scarsamente per limitarle. 
Di fondamentale rilevanza in quest'ambito è la Lega cinese, che fu fondata da Sun Yat-sen nel 1905 come unione delle diverse organizzazioni rivoluzionarie preesistenti. Nel suo programma figuravano i tre principi del popolo: nazionalismo, democrazia e benessere, che in seguito furono conservati anche dalla repubblica cinese, assieme alla visione costituzionale di Sun Yat-sen, che tentava di riunire le moderne istituzioni occidentali con quelle tradizionali cinesi, in base alla teoria dei cinque poteri. Questi erano i poteri legislativo, esecutivo e giudiziario, di derivazione occidentale, e il sistema degli esami e il sistema censoriale, ripresi dalla tradizione cinese. Sun Yat-sen pubblicò quindi il Giornale del Popolo (Minbao), per dare voce agli intellettuali rivoluzionari, e organizzò varie insurrezioni antimancesi in Cina fra il 1907 e il 1911. Dopo la proclamazione della Repubblica nel 1912, Sun ne fu il primo presidente.

## Studentesse cinesi in Giappone
Le donne cinesi che in questo periodo scelsero di studiare in Giappone, in generale vi si recarono in compagnia di parenti uomini o nell'ambito di progetti di studio promossi dai governi locali, ma in alcuni casi anche in maniera del tutto indipendente. All'epoca la società giapponese, pur mantenendo un'impostazione tradizionale, lasciava alle donne un margine di libertà e possibilità di studio e lavoro molto maggiori rispetto a quella cinese. Anche tradizionalmente la società cinese dava più importanza al peso della famiglia nella società e al ruolo privato della donna, tanto che l'idea stessa che una donna potesse lavorare sotto la supervisione di uomini o persone estranee alla sua famiglia era considerata riprovevole, senza contare il vincolo fisico imposto dalla fasciatura dei piedi. Dal momento che la donna cinese non doveva aspirare a una vita pubblica, né alla coltivazione di alcun talento diverso da quelli richiesti dal suo ruolo di moglie e madre, anche la possibilità di concederle una formazione scolastica non veniva vista di buon occhio. Nel Giappone di inizio Novecento, invece, che una donna lavorasse, anche se questo comportava degli spostamenti non irrilevanti da casa, era considerato del tutto normale, così come lo era il fatto di offrirle una educazione di base. Mentre in Cina l'analfabetismo femminile era altissimo, in Giappone il 90% delle donne riceveva una formazione scolastica. Le possibilità concrete di lavorare, spostarsi autonomamente, scegliere il proprio marito, distinguevano nettamente i due paesi. 

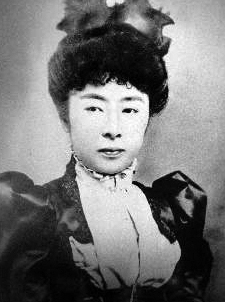
Shimoda Utako

Tuttavia, in questo periodo, in Cina cominciò a diffondersi una consapevolezza generale dell'importanza di integrare tutta la popolazione negli sforzi per far uscire il paese dalla crisi, quindi anche le donne. Sul ruolo che queste avrebbero dovuto svolgere nella rinascita cinese le opinioni erano però molto discordanti. Se le correnti di pensiero più radicali chiedevano diritti maggiori o addirittura una partecipazione piena all'attività politica, i conservatori interpretavano la situazione in modo molto diverso. Per loro il problema consisteva soprattutto nella necessità di avere donne fisicamente forti e non del tutto ignoranti, che potessero essere delle buone madri e crescere una generazione di cinesi forti. Questa era sostanzialmente anche l'ottica dei governi locali, per i quali il Giappone era un paese moderno, ma ancora legato all'ideologia confuciana e quindi un modello ideale anche per la definizione di una nuova figura femminile, che si rifacesse all'ideale giapponese delle buone mogli e madri sagge. In sostanza le donne cinesi venivano inviate in Giappone per ottenervi una formazione di base in igiene, educazione fisica ed altre materie prettamente femminili, grazie alla quale al loro ritorno sarebbero state in grado di diventare insegnanti in apposite scuole femminili. Nei primi anni, infatti, mancava del tutto il personale competente da inserire in queste scuole e per ovviare alla carenza furono addirittura fatte venire in Cina delle insegnanti giapponesi.
Una figura di particolare rilievo in quest'ambito fu l'educatrice giapponese Shimoda Utako. Fautrice dell'ideologia panasiatica e portavoce di valori tradizionalisti riguardo al ruolo femminile nella società, si faceva anche promotrice dell'educazione femminile ed ebbe particolarmente a cuore il caso delle donne cinesi, vista l'importanza della Cina nell'ambito asiatico. Nel 1899 fondò a Tokyo la Jissen Jogakkō, una scuola per studentesse cinesi, che offrisse loro la necessaria formazione di base. Successivamente fondò a Shanghai la casa editrice Zuoxin She per diffondere in Cina le sue idee sull'importanza dell'educazione femminile, che vennero poi discusse da numerosi altri periodici e godettero di grande attenzione fra gli intellettuali dell'epoca. Pare che anche personaggi dalle idee molto più radicali mostrassero interesse per le sue teorie e per il suo impegno. 
Tuttavia, per quanto Shimoda Utako tentasse di comunicare i suoi ideali alle studentesse, queste finirono in molti casi per prendere strade nettamente diverse. Molte di esse durante la loro permanenza in Giappone ebbero l'opportunità di avvicinarsi alla cerchia dei nazionalisti e divennero quindi a loro volta attive in politica, rivendicando direttamente un ruolo pubblico negli eventi che riguardavano il loro paese. Nonostante il numero relativamente esiguo che rappresentavano rispetto al totale degli studenti cinesi in Giappone, il ruolo che svolsero nel movimento nazionalista fu estremamente rilevante. Tenevano conferenze e pubblicavano giornali propri oltre a scrivere su quelli dei colleghi uomini e partecipare alle loro riunioni. Nonostante nel 1907 le studentesse cinesi fossero solo circa un centinaio, rispetto alle migliaia di studenti uomini, un decimo di tutti i giornali pubblicati dagli studenti cinesi erano quelli delle organizzazioni femminili.
Le studentesse cinesi svilupparono anche un pensiero e delle rivendicazioni femministe e condannarono fortemente l'ideale passivo e ignorante della donna cinese, così come le pratiche quali la fasciatura dei piedi. Tuttavia le loro richieste di maggiori diritti e libertà per le donne derivavano ogni legittimazione dall'impegno nazionalista e a questo rimasero subordinate, risultandone in parte gravemente limitate. Ciononostante le studentesse cinesi in Giappone ebbero una grande importanza per il loro paese, se si considera che quasi tutte le donne cinesi che ricoprirono un ruolo rilevante nei movimenti nazionalisti o femministi del primo Novecento appartenevano a questo gruppo.
Un esempio particolarmente significativo di questa realtà è Qiu Jin, una rivoluzionaria antimancese considerata la prima femminista cinese. Nel 1903 lasciò marito e figli per recarsi da sola in Giappone a studiare. Nel 1904 salì a capo dell'Associazione Umanitaria, la più importante delle associazioni femminili fra gli studenti cinesi. Pubblicò la rivista Baihua bao per diffondere le sue idee e nel 1906, in seguito alle restrizioni imposte dal governo giapponese alle attività sovversive degli studenti cinesi, tornò in Cina, dove nella città di Shaoxing, fondò la scuola Datong, una scuola di educazione fisica per donne che in realtà serviva da copertura per l'addestramento militare di future rivoluzionarie antimancesi. Partecipò all'organizzazione di un piano insurrezionale che fu scoperto, facendola arrestare e giustiziare.

## I militari
Sulla scia del successo militare giapponese alla fine della dinastia Qing, numerosi giovani cinesi si interessarono anche alla possibilità di un'educazione militare in Giappone. In particolare la Rikugun Shikan Gakkō di Tokyo offriva una formazione militare molto prestigiosa e averla frequentata garantiva buone prospettive di carriera in Cina. Ne uscirono personaggi che avrebbero svolto un ruolo fondamentale nella storia cinese, come Chiang Kai-shek e He Yingqin.

## Li Dazhao e il marxismo cinese
Non è ben chiaro quali siano i legami fra le caratteristiche peculiari del socialismo cinese e le idee che circolavano all'epoca in Unione Sovietica. Alcuni aspetti difficilmente riconducibili a questa influenza, come l'impostazione fortemente idealista del pensiero marxista cinese, potrebbero essere dovuti al fatto che il primo contatto della Cina con il marxismo sia passato tramite il Giappone. Gli stessi testi marxisti furono inizialmente tradotti da versioni giapponesi. Una prova del legame fra il socialismo cinese e quello giapponese è il fatto che le idee socialiste si siano diffuse con un andamento parallelo in Cina e in Giappone: negli anni in cui la loro diffusione subì un arresto in Giappone a causa di reazioni repressive del governo, anche in Cina caddero in secondo piano, per poi ritornare in auge una volta che si poté di nuovo fare riferimento a testi giapponesi.
Inoltre un ruolo rilevante nella diffusione di queste idee fu svolto da Li Dazhao, che da molti viene considerato il padre del marxismo cinese e fu uno dei fondatori del Partito Comunista Cinese. Li studiò a Tokyo rimanendo fortemente influenzato dai marxisti giapponesi e in particolare dalla figura di Kazan Kayahara, un personaggio relativamente significativo all'epoca, dal quale pare abbia ripreso gran parte delle sue idee sul marxismo, oltre al suo stile retorico.